# 叶海亚·穆塔西姆
阿布·扎卡里亚·穆塔西姆·叶海亚·本·纳西尔（阿拉伯语：‎；？—1236年），穆瓦希德王朝哈里发，1227年至1229年在位。
叶海亚是哈里发穆罕默德·纳西尔之子，是优素福·穆斯坦西尔的兄弟。前任哈里发阿卜杜拉·阿迪勒溺毙，他本是反对其统治的反叛王族，因而被诸部落领袖推举为新任哈里发。然而，他在1229年又另一位王族伊德里斯·马蒙推翻。1232年，伊德里斯·马蒙去世，但他未能重建权威。他的控制范围仅限于前都城马拉喀什。1236年，叶海亚离世。